# Aneura polyantha
Aneura polyantha là một loài rêu trong họ Aneuraceae. Loài này được Colenso mô tả khoa học đầu tiên năm 1885.